# Pete Cosey
Pete Cosey (Chicago, 9 ottobre 1943 – 30 maggio 2012) è stato un chitarrista statunitense.
È stato un chitarrista jazz, blues e fusion afroamericano noto soprattutto per aver suonato con il gruppo di Miles Davis tra il 1973 e il 1975. Il suo stile chitarristico ricco di effetti di distorsione, può essere accostato a quello di Jimi Hendrix. Nel corso della sua carriera di Cosey, che non ha mai registrato album da solista e da leader, ha sempre mantenuto un profilo abbastanza basso.
Prima di unirsi a Davis, Cosey era un richiesto turnista per la Chess Records, e aveva inciso con Etta James, Rotary Connection, Howlin' Wolf e Muddy Waters (Electric Mud).
Cosey fu anche uno dei primi membri della  Association for the Advancement of Creative Musicians (AACM) di Chicago.  Fu uno dei primi componenti dei  Pharoahs e di un gruppo che vedeva come batterista Maurice White e  Louis Satter come bassista, e che sarebbe divenuto gli Earth, Wind & Fire. Parte della musica di Cosey di quegli anni si trova su un album della Artistic Heritage Ensemble di Phil Cohran.
Con Miles Davis, Cosey incise Get Up with It, Dark Magus, Agharta e Pangaea.
Nel 1975, Cosey aveva uno stile chitarristico molto avanzato, che, facendo uso di accordature e incordature alternative, e un esteso repertorio di effetti distorsivi, con uso di wah wah e sintetizzatori, influenzò diversi chitarristi d'avanguardia, tra cui Henry Kaiser e Vernon Reid.
Dopo il ritiro di Davis nel 1975, Cosey scomparve quasi completamente dalla scena, salvo per un'incisione sull'album di Herbie Hancock Future Shock.
La sua incisione successiva fu sull'album  di Akira Sakata Fisherman's.com (con Sakata, Bill Laswell e Hamid Drake) nel 2000. Passò gli anni ottanta suonando con diversi gruppi delle aree di New York e Chicago, senza pubblicare registrazioni. Nel 1987 rimpiazzò Bill Frisell nel trio Power Tools
Nel 2001, Cosey fondò il gruppo The Children of Agharta, dedicato al repoertorio elettrico di Davis. La prima formazione comprendeva Cosey, Gary Bartz, John Stubblefield, Matt Rubano, J. T. Lewis, e DJ Juice. La formazione più recente comprende Cosey, Bartz, Melvin Gibbs e Doni Hagen.
Oltre ad aver suonato da solista per i Burnt Sugar sull'album 'The Rites', Cosey nel 2004 apparve nell'episodio del documentario sul blues Godfathers and Sons, durante una riunione dei musicisti dell'album Electric Mud di Muddy Waters. Nel 2003 incise inoltre la colonna sonora del film di Eli Mavros Alone Together, improvvisandola completamente durante una proiezione del film.
È scomparso nel 2012 all'età di 68 anni.